# NGC 540
NGC 540 é uma galáxia lenticular (SB0) localizada na direcção da constelação de Cetus. Possui uma declinação de -20° 02' 12" e uma ascensão recta de 1 horas, 27 minutos e 08,8 segundos.
A galáxia NGC 540 foi descoberta em 1886 por Frank Leavenworth.